# لونغ جون سيلفر
لونغ جون سيلفر (بالإنجليزية: John Silver)‏ هو شخصية خيالية وشرير رئيسي في رواية جزيرة الكنز للكاتب الإسكتلندي روبرت لويس ستيفنسون. يعرف سيلفر أيضا ب«باربكيو» و«طاهي البحر»، ويعتبر مثالا حقيقيا للقرصان النمطي.
لونغ جون سيلفر قرصان شغل منصب الرئيس البحري في طاقم القبطان فلينت الشهير. له ببغاء أليف اسمه القبطان فلينت غالبا ما يجلس على كتفه. يدعي لونغ جون أنه خدم في البحرية الملكية وبترت ساقه تحت إمرة الأميرال هاوك، ويدعي أيضا أنه الشخص الوحيد الذي خشاه فلينت. كالعديد من شخصيات ستيفنسون، هناك ازدواجية كبيرة في شخصية سيلفر؛ يظهر في بداية الأمر أنه بحار يعمل بجد ويحبه الجميع، لكن مع تطور الأحداث تكشف تدريجيا طبيعته الشريرة. تبقى علاقة سيلفر بجيم هوكنز، بطل الرواية، مثيرة للاهتمام حيث أنه بمثابة معلم ووالد ثان له. وهذا ما يصنع صدمة عاطفية كبيرة لدى جيم حين يكتشف أنه قائد التمرد، وخاصة عندما يضطر لمواجهته وقتاله فيما بعد. مع كون سيلفر قادرا في أي وقت على الارتداد للطرف الآخر من أجل بقائه حيا، فإنه يتصف بعدة فضائل: فهو قادر على أن يدير أمواله بحكمة عكس القراصنة المبذرين، كما أنه شجاع بدنيا على الرغم من إعاقته.
في نهاية الرواية، يهرب سيلفر آخذا معه «ثلاثة مائة أو أربع مائة جنيه». وبذلك يصبح الفرد الوحيد من طاقم فلينت الذي يحظى بحصة من الكنز، إلى جانب بن غان الذي ينفق كل ماله في تسعة عشر يوما فقط.